# 新生ジャパン投資
株式会社新生ジャパン投資（しんせいジャパンとうし）は、2000年に設立された株式情報提供、投資助言を行う日本の独立系投資顧問会社。
金融庁が公表している金融商品取引業者一覧 によると、関東財務局に登録されている金融機関である。

## 沿革
- 2000年
  - 2月1日　東京都中央区に「株式会社新生ジャパン投資」を設立。
- 2007年
  - 9月30日　金融商品取引業者として「関東財務局長（金商）第796号」登録。[3]
- 2011年
  - 7月1日　前池英樹（高山緑星）が代表取締役に就任。
- 2012年
  - 東京都中央区八丁堀に本社移転。
  - 運営サイト「J-trader」サービス開始。
- 2015年
  - 運営サイト「新生ジャパン投資」サービス開始。
- 2024年
  - 東京都千代田区神田須田町に本社移転。
  - 山本勝秀がアナリストとして入社。

## 概要
オンラインでの配信を主とした投資助言業務を行っている業者である。分析者・助言者は、代表取締役である前池英樹（高山緑星）と大浦正年が行っている。 メインの運営サイトである「新生ジャパン投資」の取扱商品は株式、日経225先物及びオプション、為替（FX）。
但し常時提供されている主力商品は株式となっており、日経225先物や為替のサービスが提供されることは稀である。サービスは全て会員制で提供されている。

## 書籍
- ダイヤモンドZAi　15年1月号「プロ10人の15年3月末までの高値＆安値予測」[5]（2014年、ダイヤモンド社）